# Havdrup (plaats)
Havdrup is een plaats in de Deense regio Seeland, gemeente Solrød. 

## Geschiedenis
De naam Havdrup wordt voor het eerst gedocumenteerd in 1265 als Havertorp. De naam is afgeleid van de mannelijke naam Havard en het achtervoegsel -torp.
Het station Havdrup werd in 1870 gebouwd als onderdeel van de Nieuw-Seelandse Zuidlijn tussen Kopenhagen en Næstved, evenals de veerboten naar Falster. 
Het dorp heeft in de naoorlogse periode een grote groei doorgemaakt.